# Michel Deville
Michel Deville (ur. 13 kwietnia 1931 w Boulogne-Billancourt, zm. 16 lutego 2023) – francuski reżyser i scenarzysta filmowy, uchodzący za specjalistę w niepozbawionym ambicji kinie gatunkowym - najczęściej kręcił romanse i kryminały.

## Życiorys
Początkowo studiował literaturę, ale swoje zainteresowania wkrótce skierował w stronę kina. W latach 50. zgłębiał tajniki sztuki filmowej bezpośrednio na planie zdjęciowym - jako asystent reżysera Henri Decoina. Współpracował z nim przy kilkunastu filmach, z których najważniejszy to Skok na kokę (1955).
Debiutował jako reżyser nieudanym filmem Une balle dans le canon (1958). Chociaż początek jego samodzielnej kariery twórczej pokrywa się z nadejściem epoki francuskiej Nowej Fali, to Deville nigdy nie stał się przedstawicielem tego ważnego nurtu. Zaważył na tym prawdopodobnie jego konwencjonalny styl filmowy. Twórczość Deville'a nigdy nie miała takiego znaczenia, co jego nowofalowych kolegów po fachu (Jean-Luka Godarda, François Truffauta czy Agnès Vardy). Niemniej jednak filmy reżysera, zwłaszcza komedie z lat 70. i 80., cieszyły się dużym powodzeniem i estymą w ojczystej Francji.
Deville zdobył Cezara dla najlepszego reżysera za film Śmierć we francuskim ogrodzie (1985). Dwukrotnie wyróżniono go również prestiżową Nagrodą Louisa Delluca - za filmy Benjamin, czyli pamiętnik cnotliwego młodzieńca (1968) i Lektorka (1988). Ten ostatni obraz był największym międzynarodowym sukcesem w karierze Deville'a. Opowiadał historię kobiety, która zajmuje się głośnym czytaniem powieści osobom niewidomym, a jej życie zaczyna stopniowo przeplatać się z fikcyjnym życiem bohaterki powieści. W role obydwu kobiet wcieliła się Miou-Miou.
Zasiadał w jury konkursu głównego na 37. MFF w Cannes (1984) oraz przewodniczył obradom jury Złotej Kamery na 48. MFF w Cannes (1995).

## Wybrana filmografia

### reżyser
- 1958: Une balle dans le canon - współreżyser
- 1963: Z powodu kobiety (À cause, à cause d'une femme)
- 1968: Benjamin, czyli pamiętnik cnotliwego młodzieńca (Benjamin ou Les mémoires d'un puceau)
- 1970: Niedźwiedź i laleczka (L'ours et la poupée)
- 1973: Kobieta w niebieskim (La femme en bleu)
- 1974: Kariera na zlecenie (Le mouton enragé)
- 1978: Akta 51 (Le dossier 51)
- 1980: Słodka podróż (Le voyage en douce)
- 1981: Głębokie wody (Eaux profondes)
- 1985: Śmierć we francuskim ogrodzie (Péril en la demeure)
- 1986: Paltoquet (Le paltoquet)
- 1988: Lektorka (La lectrice)
- 1991: Przeciw zapomnieniu (Contre l'oubli) - epizod Pour Nguyen Chi Thien, Vietnam
- 1999: La maladie de Sachs
- 2002: Cisza po burzy (Un monde presque paisible)
- 2005: Un fil à la patte